# Berrima
Berrima is een plaats in de Australische deelstaat New South Wales en telt 777 inwoners (2006).